# تومي فاريل
تومي فاريل (بالإنجليزية: Tommy Farrell)‏ مواليد 7 أكتوبر 1921 في هوليوود، كاليفورنيا، الولايات المتحدة - الوفاة 9 مايو 2004 في لوس أنجلوس، كاليفورنيا، الولايات المتحدة، هو ممثل أمريكي بدأ مسيرته الفنية سنة 1944. شارك في قرابة 100 فيلم. امتدت مسيرته الفنية لأكثر من 39 عاما.

## الأعمال
- النصر المجنح
- الغناء في المطر
- المدينة الذرية
- شمالا إلى الشمال الغربي
- الإفطار عند تيفاني
- ابن جيرونيمو
- دراغنيت
- غان سموك
- بيري ماسون
- ذا لوسي شو

## روابط خارجية
- تومي فاريل على موقع IMDb (الإنجليزية)
- تومي فاريل على موقع أول موفي (الإنجليزية)
- تومي فاريل على موقع قاعدة بيانات الفيلم (الإنجليزية)